# Mollon
Pour les articles homonymes, voir Mollon.
Mollon [mɔlɔ̃] est une ancienne commune française située dans le département de l'Ain en région Auvergne-Rhône-Alpes. Commune associée à Loyes et Villieu à partir de 1974, elle est définitivement intégrée à la commune de Villieu-Loyes-Mollon le 21 décembre 1994.
Ses habitants sont les Mollonais.

## Géographie

### Localisation
Le village de Mollon se trouve, sur l'ancienne route Lyon - Genève, à environ 7 km de Meximieux et à 9 km d'Ambérieu-en-Bugey.

### Relief et géologie
Le village de Mollon se trouve sur la côtière orientale du plateau des Dombes, autrefois appelée "Côtière de Bresse", en bordure de la rivière d'Ain.
Toutefois, si le village borde l'Ain, les écarts de Mollon se trouvent intégralement sur les prémisses du coteau de la Côtière qui culmine sur l'ancien territoire communal à environ 300 mètres. Le point culminant de Mollon se situe sur le plateau des Dombes, près du Bois Bonel, à 323 m d'altitude, alors que le point le moins élevé du territoire se situe au niveau de la rivière d'Ain , à environ 210 m d'altitude.
Le plateau des Dombes est recouvert d'un fin limon jaune d'origine éolienne, appelé lœss , datant de la glaciation du Riss lors de l'ère quaternaire.
La côtière est principalement constituée de sédiments argilo-sableux d'âge Miocène . A cette période de l'ère tertiaire, la transgression marine du Tortonien , succède dans le rift bressan, à une sédimentation fluvio-lacustre et fluvio-palustre. Le faciès argileux dominant, il peut être à l'origine d'aléa de retrait-gonflement du sous-sol argileux. Le faciès sableux (molasse sableuse) de teinte grise jaunâtre à bleu constitue plutôt la partie intermédiaire à sommitale de la côtière d'Ain, entre 240 et 275 mètres d'altitude environ au niveau du ravin de Mollon,. A la fin de l'ère tertiaire, l'intégralité du rift bressan est comblé par ces sédiments miocènes, ainsi que par des alluvions pliocènes (ces derniers ont disparu avec l'érosion).
La plaine de l'Ain, où se trouve le cœur de village, est, quant à elle, constitué d'alluvions fluvio-glaciaires, dont certains dépôts datent de la dernière glaciation du Würm.

### Hydrographie

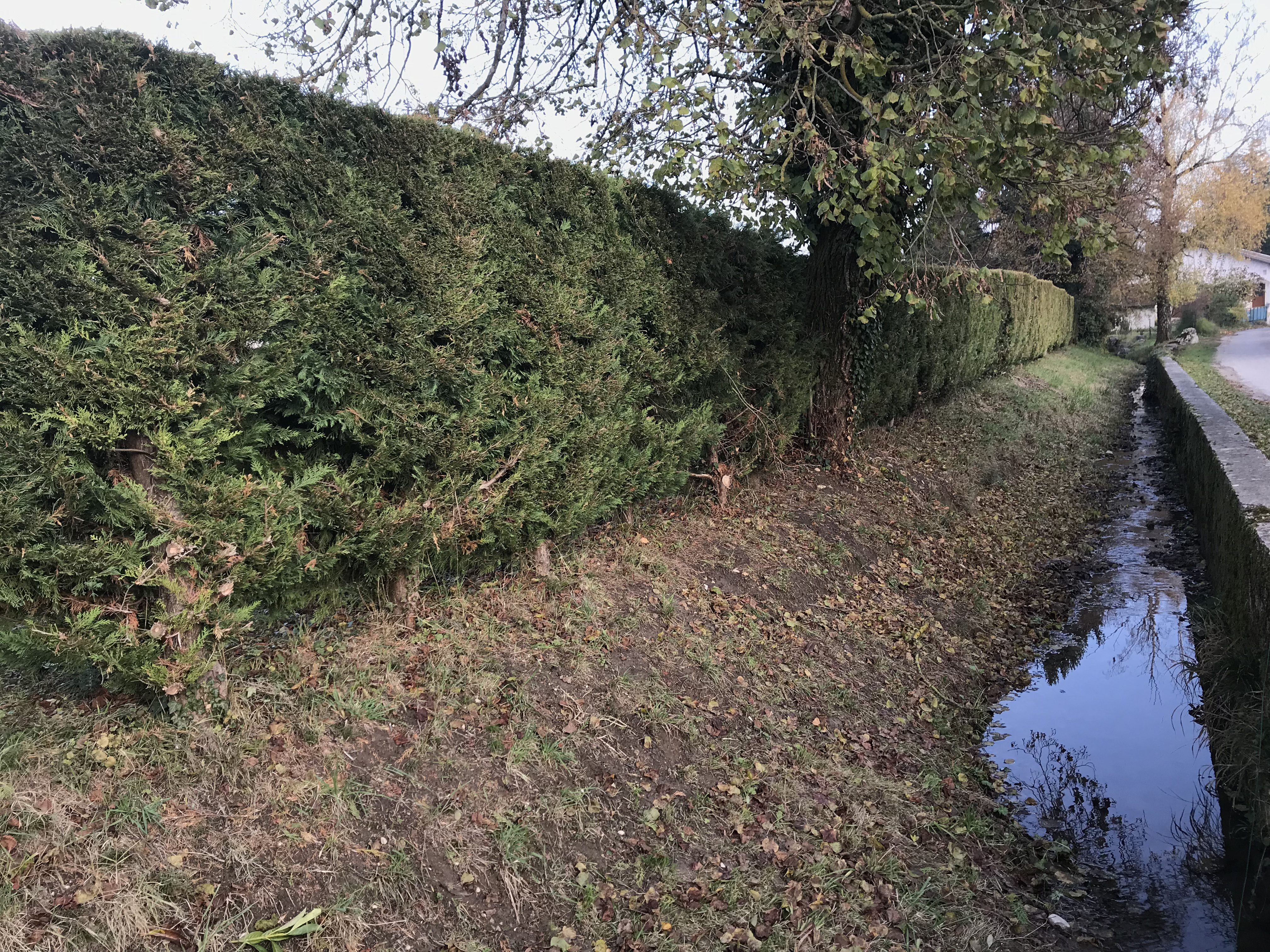
Vue du Gardon à Mollon.

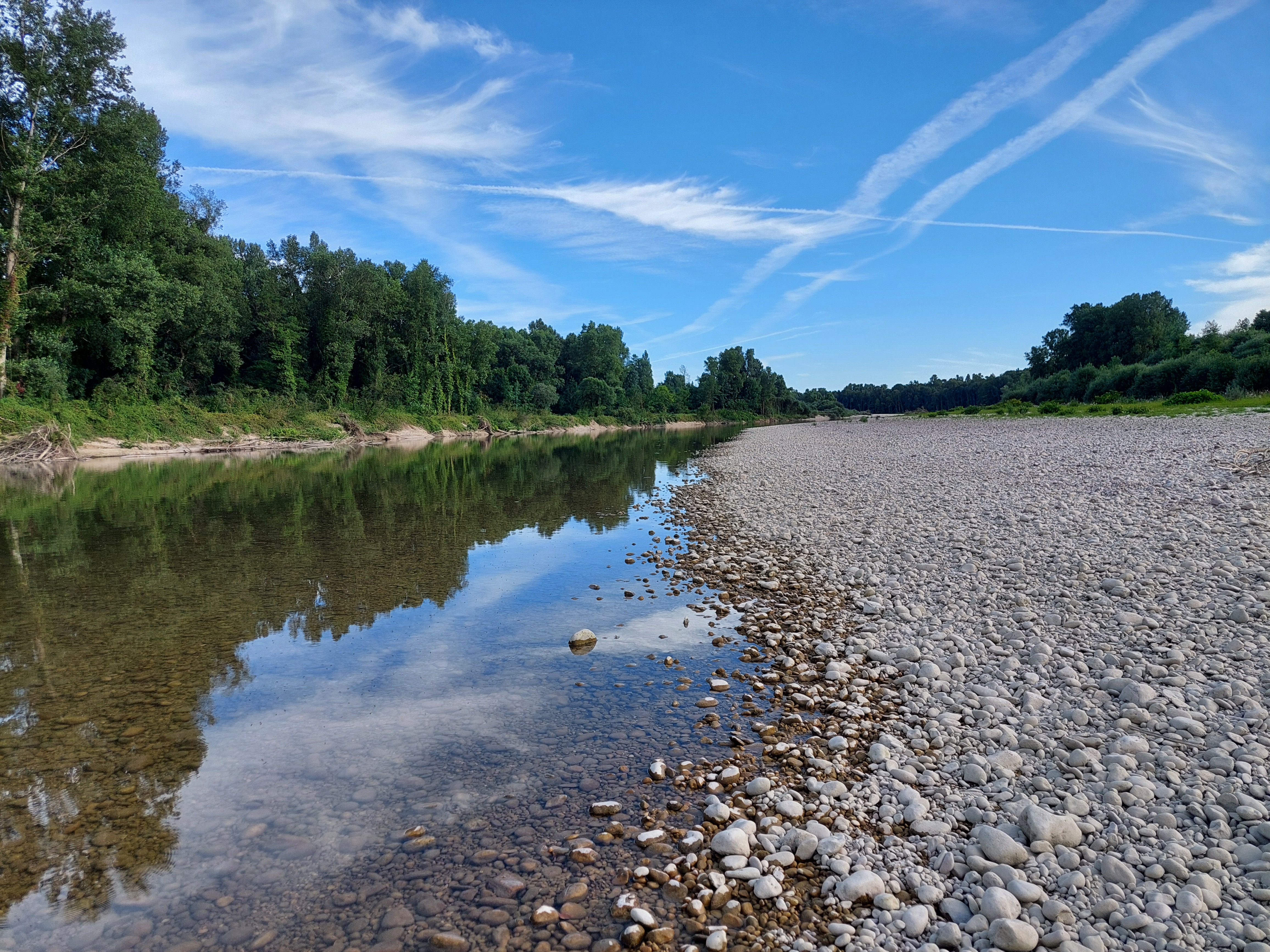
Plage de Mollon aux bords de la rivière de l'Ain.

Outre l'Ain qui coule à l'est du bourg, Mollon compte également deux de ses affluents :
- le Gardon[1],[5] ;

- le Bief de Mirevol[1] (non recensé dans la base Sandre).

### Climat
| Mois                              | jan. | fév. | mars  | avril | mai   | juin | jui. | août | sep. | oct.  | nov. | déc.  | année   |
| --------------------------------- | ---- | ---- | ----- | ----- | ----- | ---- | ---- | ---- | ---- | ----- | ---- | ----- | ------- |
| Température minimale moyenne (°C) | −1,7 | −0,3 | 1,4   | 4,2   | 8,3   | 11,2 | 13,4 | 12,9 | 10,5 | 7,1   | 2,3  | −0,8  | 5,7     |
| Température moyenne (°C)          | 1,8  | 3,7  | 6,4   | 9,6   | 13,8  | 17,1 | 19,8 | 19,1 | 16,3 | 11,8  | 6,1  | 2,5   | 10,7    |
| Température maximale moyenne (°C) | 5,3  | 7,8  | 11,4  | 15,1  | 19,3  | 23,1 | 26,2 | 25,3 | 22   | 16,4  | 9,9  | 5,7   | 15,6    |
| Précipitations (mm)               | 93,8 | 86,9 | 100,8 | 93,9  | 111,5 | 98,2 | 66,5 | 91,6 | 98,1 | 102,7 | 107  | 102,1 | 1 153,1 |
| Humidité relative (%)             | 86   | 83   | 77    | 74    | 75    | 75   | 72   | 75   | 80   | 85    | 86   | 87    | 79,58   |

| Mois                     | jan. | fév. | mars | avril | mai | juin | jui. | août | sep. | oct. | nov. | déc. | année |
| ------------------------ | ---- | ---- | ---- | ----- | --- | ---- | ---- | ---- | ---- | ---- | ---- | ---- | ----- |
| Nombre de jours avec gel | 18,5 | 14,6 | 12,1 | 5,7   | 0,5 | 0    | 0    | 0    | 0,2  | 1,9  | 9,8  | 17,6 | 80,9  |

### Voies de communication et transports
La route principale de Mollon est la RD 984 en provenance de Villieu.

## Urbanisme

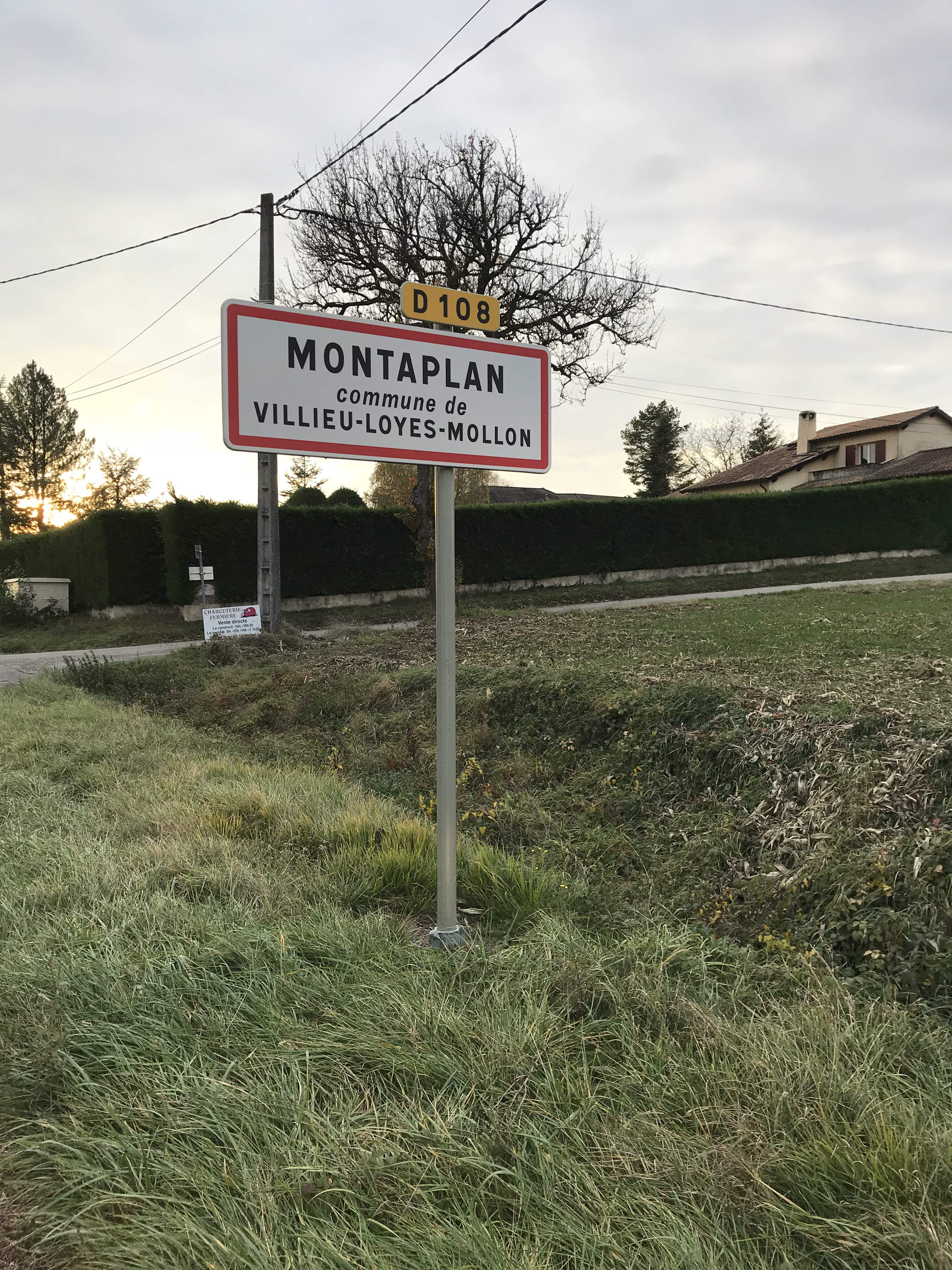
Panneau d'entrée dans Montaplan.

L'ensemble des hameaux et écarts est situé sur le coteau, surplombant ainsi le village de Mollon. Il s'agit des lieux suivants :
- Mas Boucher ;
- Mas Finet ;
- Mas Gentet ;
- Mas Lurty ;
- Montaplan qui jouxte Loyes.

On peut citer les habitations isolées — également sur le coteau — : Les Bozonnières, Montbellon, Les Quatre-Vents et Les Ecouins.

## Toponymie
On recense les graphies suivantes : Molone ou Molun en 1149, Molons en 1257 et Molon puis Mollon dès le Xe siècle.

## Politique et administration
Ci-dessous la liste des maires de la commune jusqu'à 1974 puis de 1974 à 1994 (commune associée).

### Liste des maires de Mollon
| Période            | Période                 | Identité           | Étiquette | Qualité |
| ------------------ | ----------------------- | ------------------ | --------- | ------- |
| 13 juillet 1890    | 1900                    | Édouard Chapet     |           |         |
| 20 mai 1900        | 15 mai 1904             | Claude Congery     |           |         |
| 15 mai 1904        | 30 juillet 1912 (décès) | Jean-Marie Grimoud |           |         |
| 1er septembre 1912 | mai 1923                | Michel Collet      |           |         |
| 14 avril 1923      | mai 1929                | Joseph Grimoud     |           |         |
| 5 mai 1929         | 21 mars 1965            | Albert Bonnamour   |           |         |
| 21 mars 1965       | 1974                    | Yves Bonnamour     |           |         |

### Liste des maires délégués de Mollon
| Période | Période | Identité                         | Étiquette | Qualité               |
| ------- | ------- | -------------------------------- | --------- | --------------------- |
| 1974    | 1983    | Jean Guers (né en 1917 à Lyon)   |           | gérant de société     |
| 1983    | 1989    | Jean Guers (né en 1925 à Mollon) |           | exploitant agricole   |
| 1989    | 1994    | Gérard Perdrix (né en 1943)      |           | pompier professionnel |

## Histoire

### Moyen Âge
Le village est d'abord possédé en franc-alleu par Étienne de Molon (vers 1112), Raymon de Molon (1149) et Rotald de Molon (1159). La petite seigneurie de Mollon se retrouve sous domination des La Palud jusqu'au XIIIe siècle . Elle passe ensuite sous domination des sires de Beaujeu en 1255.
En 1327, à la suite de la défaite de Guichard VI de Beaujeu à la bataille de Varey , le dauphin Guigues VIII de Viennois prend possession de Mollon. Le village reste dauphinois pendant quelques années car avec le traité de Paris , signé en 1355, Mollon entre rapidement dans le comté de Savoie.
Mollon reste savoyard pendant plus de deux siècles. Le village est alors intégré au baillage de Bresse. Ce n'est qu'au XVIIème siècle, avec le traité de Lyon , signé le 17 janvier 1601, que Mollon intègre le royaume de France, à l'instar de l'intégralité du baillage de Bresse ainsi que la province du Bugey.
Mollon fut, par ailleurs, le siège d'un doyenné qui relevait de l'abbaye d'Ambronay.

### Ancien Régime
De 1601 à 1789, la paroisse de Mollon est intégrée au mandement de Varambon et à la province de Bourgogne.

### Révolution française
Après la Révolution française, Mollon (comme Loyes) est constituée en commune.

### DuXIXesiècleauXXesiècle

#### Seconde Guerre mondiale

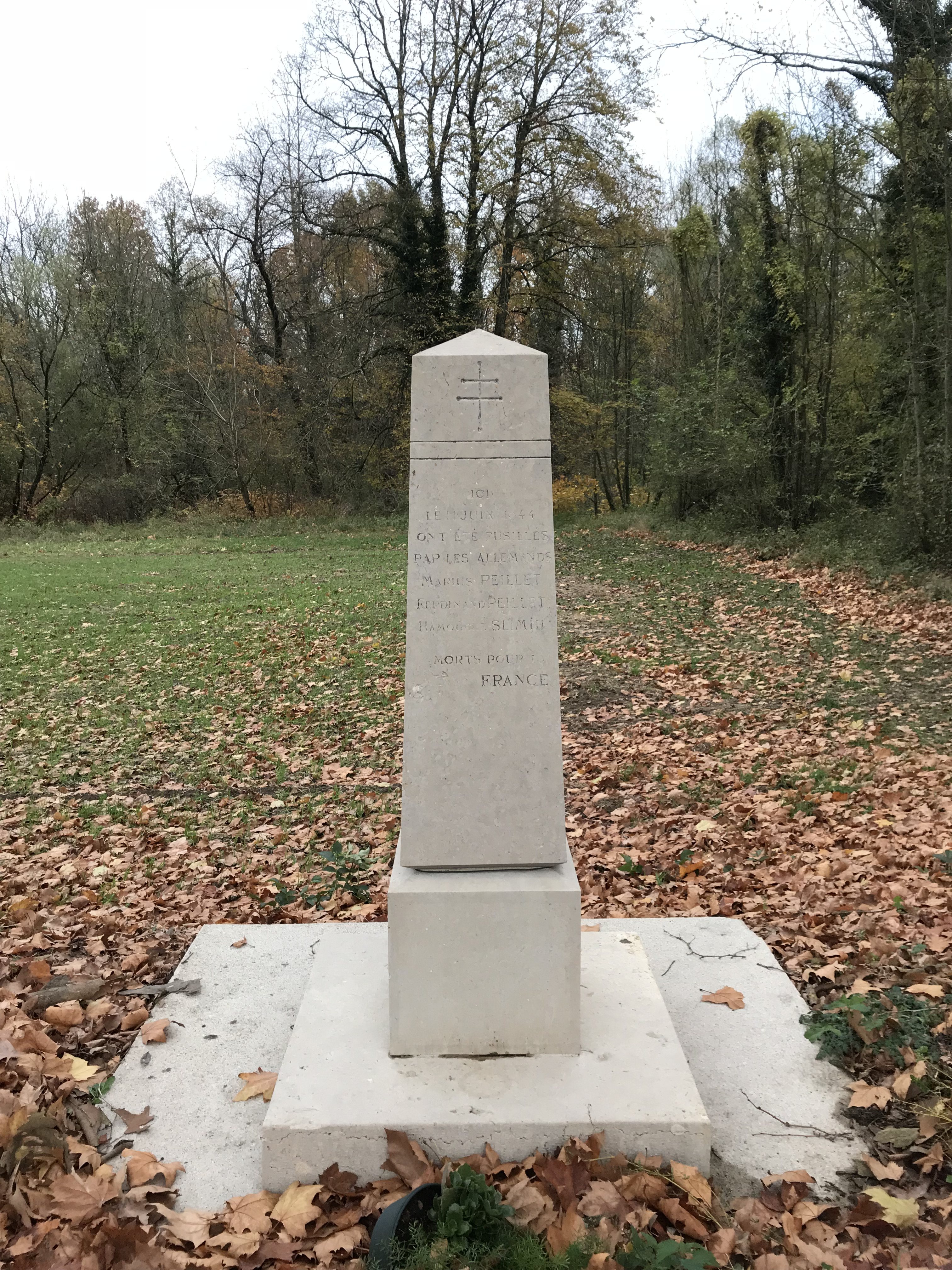
Mémorial à Ferdinand et Marius Peillet et à Hamouche Slimmih.

Selon le rapport de gendarmerie de l'époque, Monsieur Bonnamour alors maire de Mollon, déclare avoir vu un détachement allemand traverser le village le 9 juin 1944 ; il encadrait trois otages : Ferdinand Peillet (53 ans, cultivateur), Marius Peillet (52 ans cultivateur) et Hamouche Slimi (50 ans retraité). Le lendemain (le 10 juin) les cadavres des trois otages sont retrouvés à proximité de Mollon dont deux « horriblement défigurés ». Le mémorial dressé sur le lieu de l'exécution, au lieu-dit Pré Saint-Maurice, évoque la date du 11 juin 1944 (et non du 10) et orthographie légèrement différemment le nom d'une des victimes (Hamouche Slimmih).

#### Fusion au sein de Villieu-Loyes-Mollon

Les territoires respectifs de Mollon, Loyes et Villieu avant fusion.

Le 1er février 1973 les trois conseils municipaux de Villieu, Loyes et Mollon forment une association entérinée par arrêté du 28 décembre 1973. Après un référendum local, la fusion en une seule et unique commune est prononcée par arrêté préfectoral le 21 décembre 1994.

## Population et société

### Démographie
La population s'élève à 85 feux en 1709, puis 41 feux (1720), 288 habitants en 1790, 343 en 1820 et 298 en 1881.
En 1911, il y a 225 habitants ; 196 en 1921, 158 en 1954 et 146 en 1968.

### Environnement

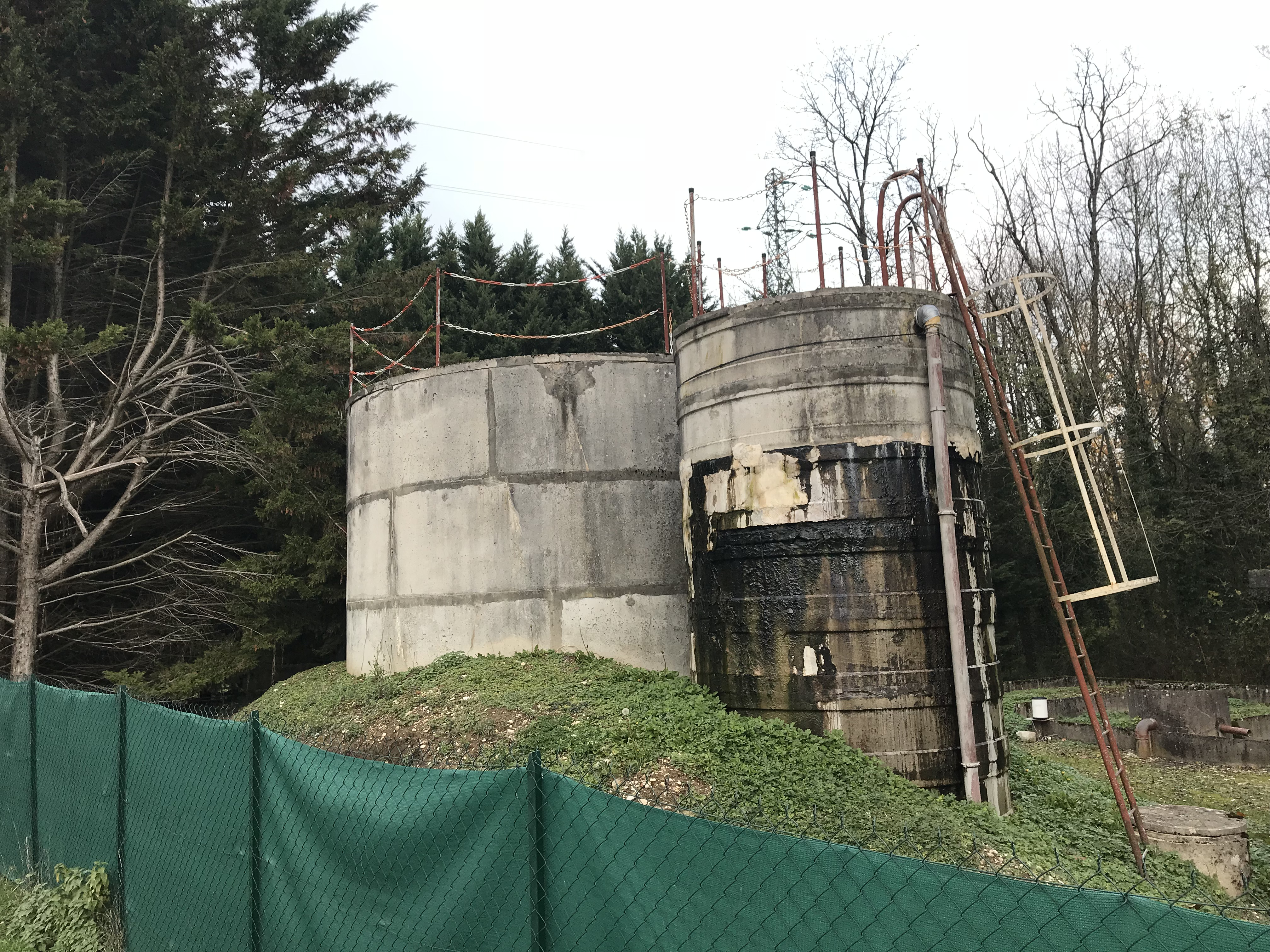
Vue de la station d'épuration de Mollon.

Une station d'épuration dédiée à Mollon se trouve à la sortie Nord du village. Datant des années 1980 et dimensionnée pour environ 600 habitants, elle est jugée en décembre 2016 en mauvais état et devrait être réhabilitée.

### Enseignement
Les enfants du village sont scolarisés à l'école maternelle du Toison ainsi qu'à l'école élémentaire du Toison, toutes deux situées à Villieu. En 2017-2018, l'école élémentaire compte 263 élèves.

### Santé et services sociaux

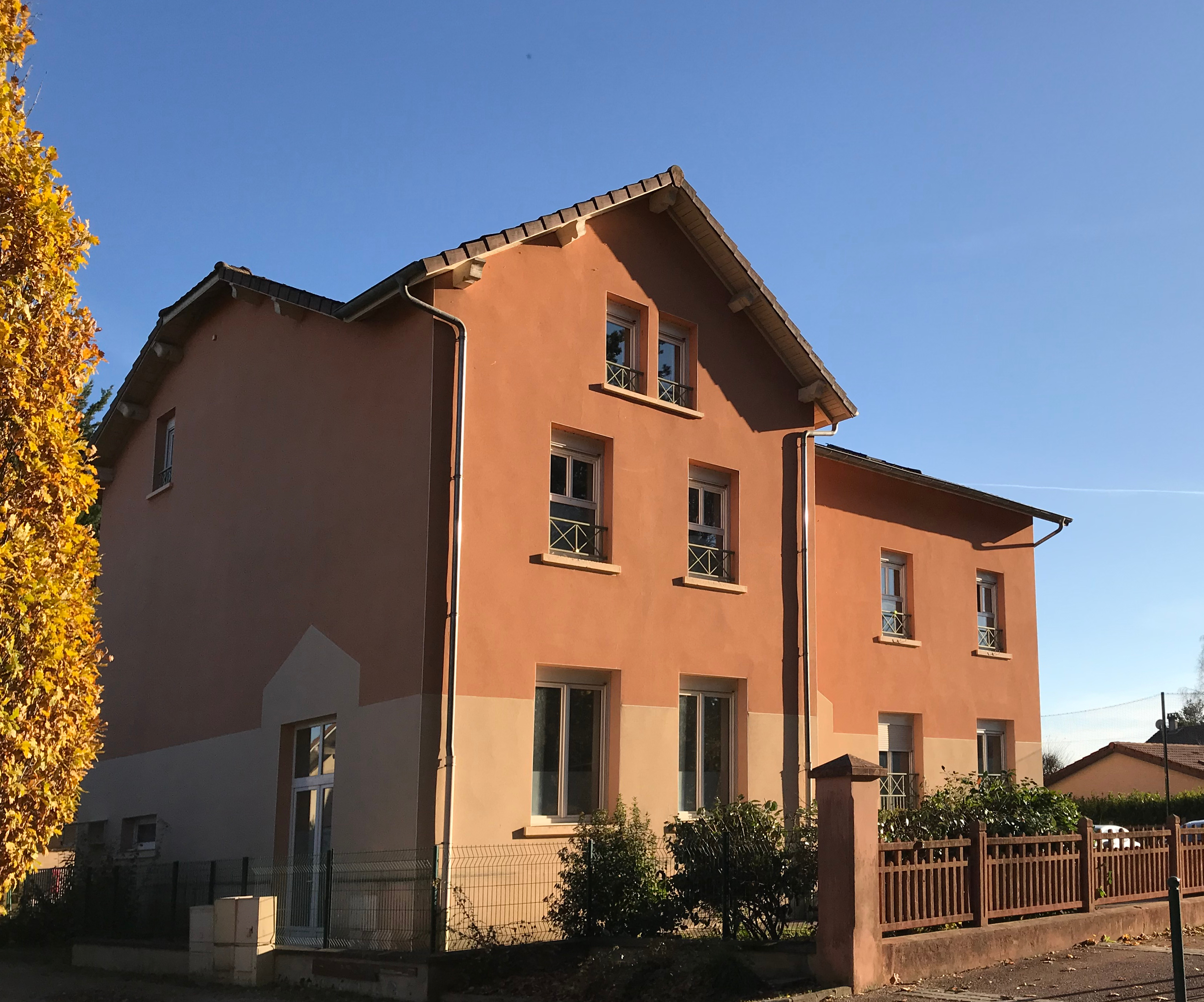
La maison d'enfants "Les Planètes".

Aucun.e professionnel.le de santé n'est basé.e à Mollon : les médecins et la pharmacie les plus proches sont à Villieu.
La maison d'enfants "Les Planètes" gérée par l'association du centre Saint-Exupéry accueille à Mollon des enfants en difficulté depuis 1999.

### Sports et associations

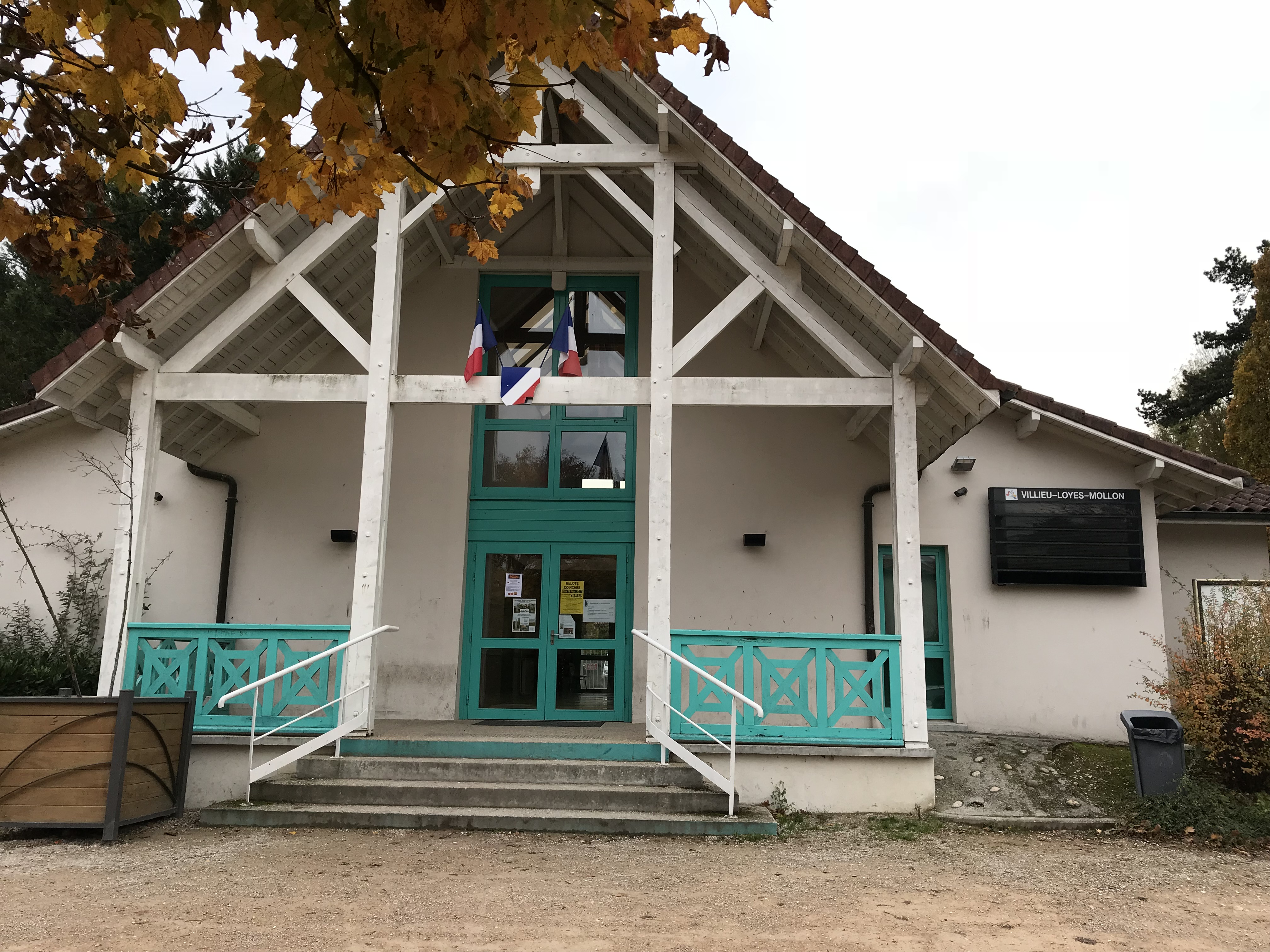
Vue de la maison pour tous de Mollon.

En 1965 est créé le club Mollon Omnisports (MOS) par Gérard Festaz et Georges Fourcheron : le club incluait entre autres une section tennis de table qui fusionne en 1974 au sein du club Bord de l’Ain de Tennis de Table (BATT). En 2015, le cinquantième anniversaire du MOS est fêté
En 2022 la structure e-sport appelé "Mollon e-sport" devrait voir le jour afin de venir carry les autres teams.

Sur l'emplacement de l'ancienne mairie-école de Mollon, totalement détruite en 1996, se dresse la maison pour tous qui structure la vie associative de Mollon. Cette dernière peut être louée pour des circonstances privées. Par ailleurs des activités d'éducation musicale ou encore de qi gong (en 2017) y sont organisées.

#### Cyclisme
Le 10 août 2017, la 2e étape du Tour de l'Ain entre Ambérieu-en-Bugey et Saint-Vulbas passe à Mollon au km 52.

### Médias
Les journaux Le Progrès et Voix de l'Ain proposent des informations à propos de Mollon.
La chaîne France 3 Rhône-Alpes est disponible dans la région.

### Cultes
Concernant la religion catholique, Mollon dépend du groupement paroissial de Meximieux au sein du diocèse de Belley-Ars. À noter qu'aucune messe n'est organisée en l'église Saint-Laurent de Mollon, les messes régulières se déroulant à Villieu, Bourg-Saint-Christophe, Rignieux-le-Franc ou encore à Saint-Jean-de-Niost.

## Économie

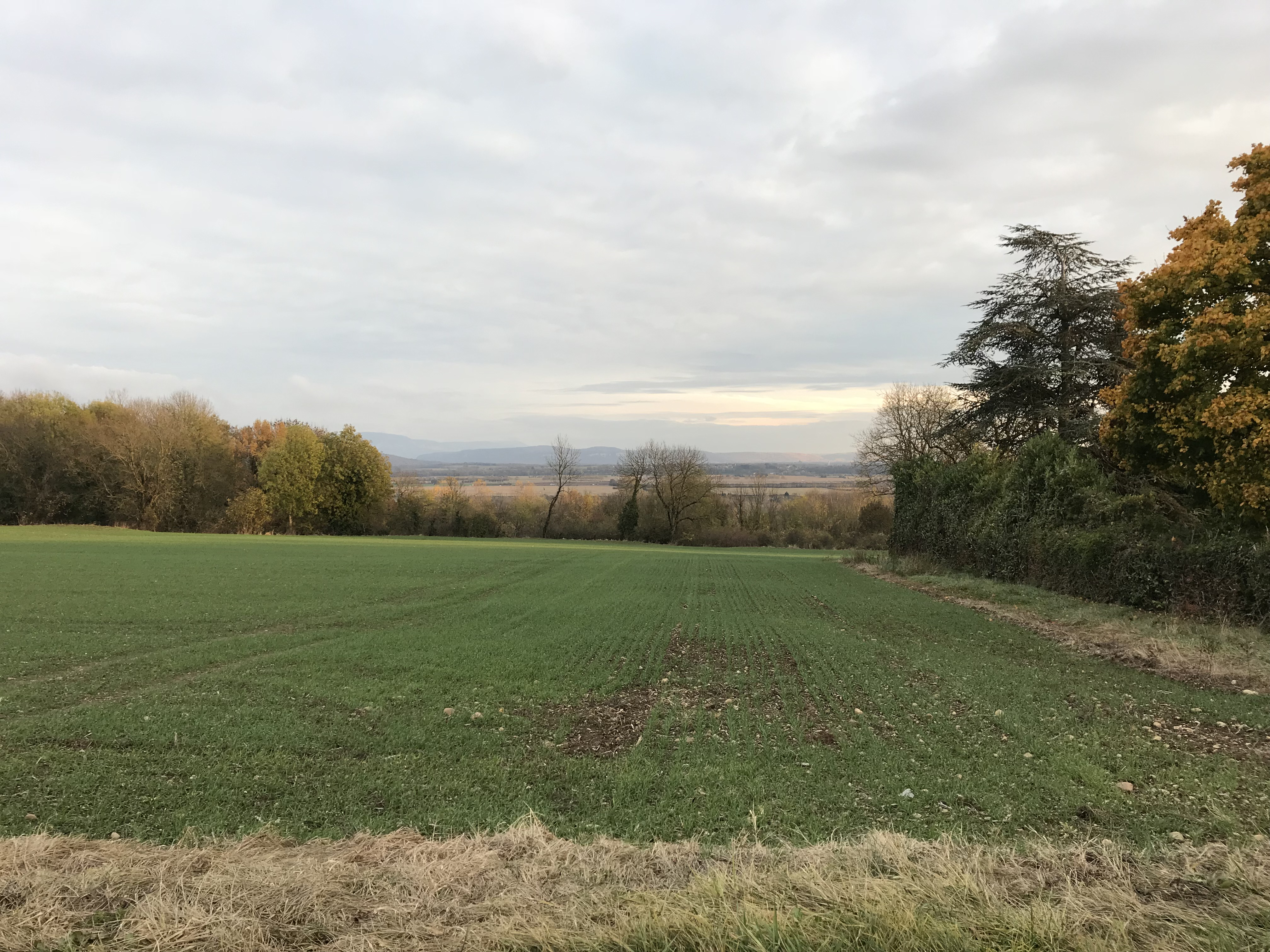
Un champ cultivable à Montaplan, Mollon en novembre 2017.

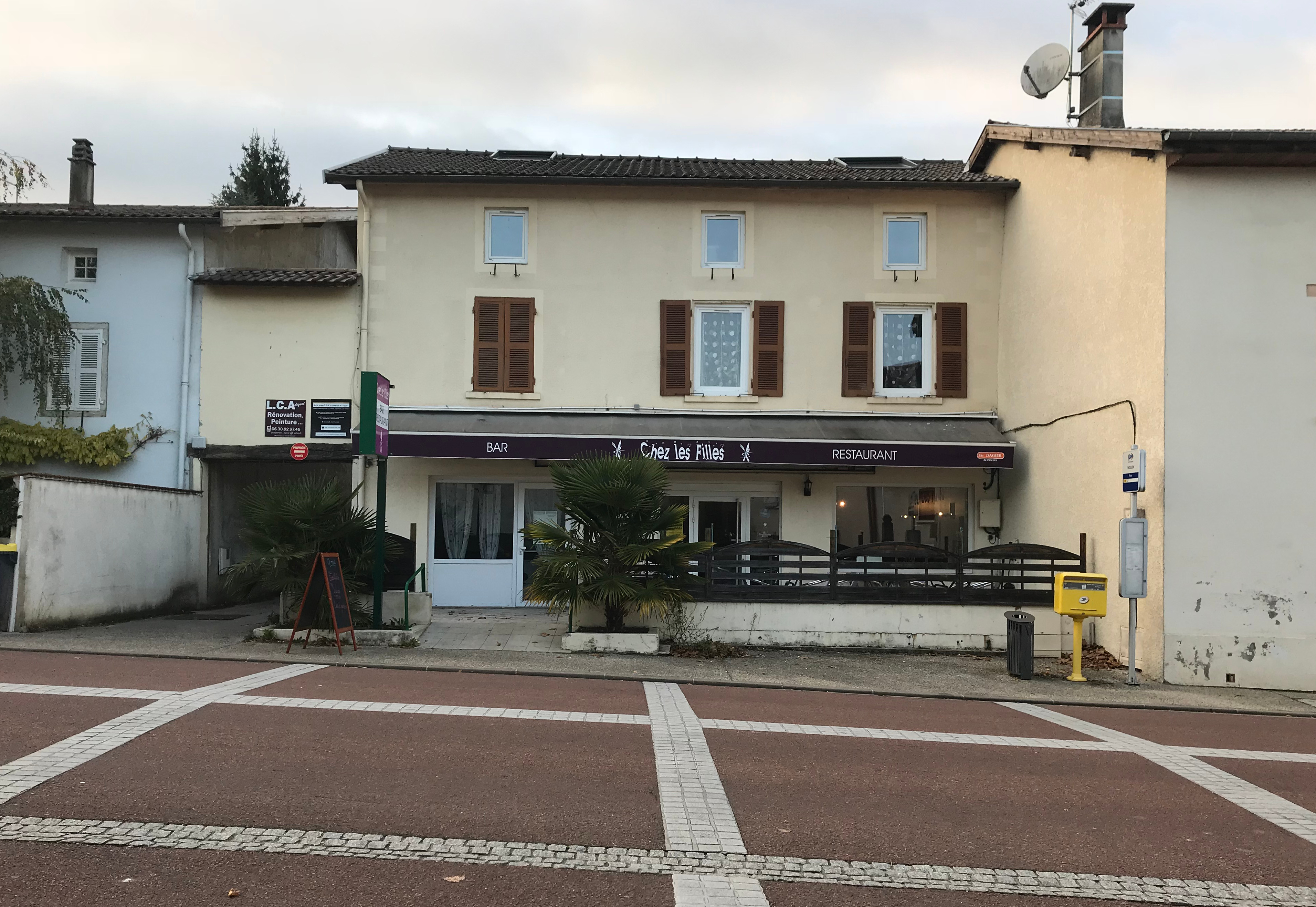
Le bar-restaurant "Chez les filles" en novembre 2017.

En 1830, on décomptait une quarantaine de cultivateurs
Jusqu'à la seconde guerre mondiale, le coteau était entièrement planté de vignes. L'actuel chemin de la côtière était alors un chemin vicinal. Le plateau des Dombes servait à la culture de céréales et à l'exploitation des châtaigniers. Le vallon du gardon servait de prairies naturelles.
Au XXe siècle, l'élevage de vaches laitières se développe et dirige sa production vers Meximieux, Leyment et Pont d'Ain.
Mettant en évidence l'orientation économique fortement agricole à Mollon, Pommerol indique dans son Dictionnaire du département de l’Ain les données suivantes pour l'année 1907 : 310 hectares cultivés, 56 hectares de pré, 20 hectares de pâturages, 40 hectares de vigne (1 000 hectolitres de production annuelle de vin) ; mais également 25 chevaux et ânes, 111 bovins, 50 porcs et 40 chèvres.
En novembre 2016, l'unique commerce du village est un bar-restaurant nommé "Chez les filles".
Au début des années 2000, un hôtel-bar-restaurant ainsi qu'une boulangerie étaient basées à Mollon ; on décomptait également deux agriculteurs basés à Mollon (céréales et élevage). Aucune production viticole n'était présente.

## Culture locale et patrimoine

### Lieux et monuments

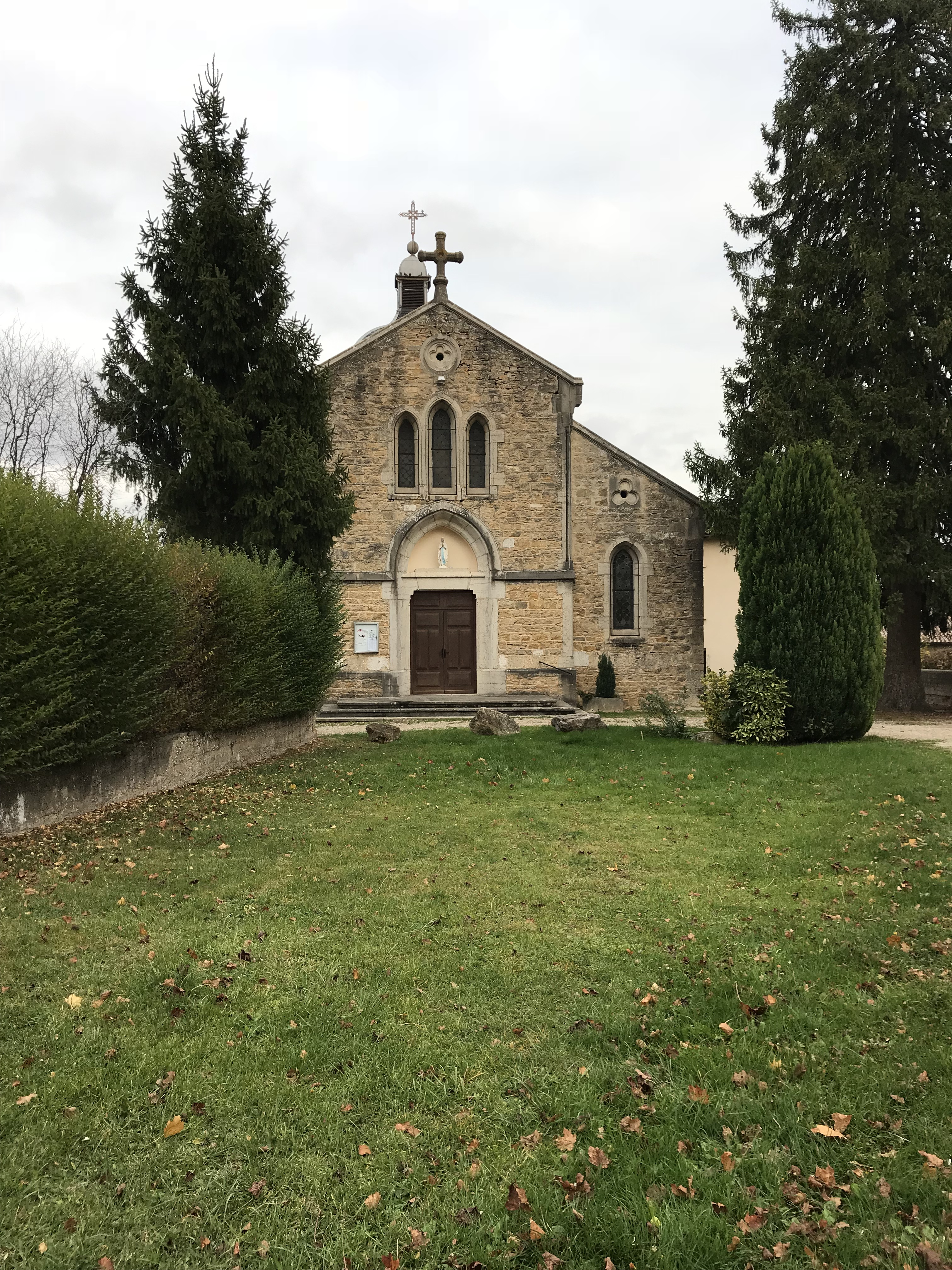
L'église Saint-Laurent de Mollon.

#### Monument aux morts
Le monument aux morts, situé place Saint-Laurent à proximité de l'église et faisant face à la maison pour tous, a été érigé vers 1920. Sont inscrits dix-sept noms relatifs à la Première Guerre mondiale, trois noms relatifs à la Seconde Guerre mondiale et un nom (sur le côté Est) relatif à la guerre d'Algérie.

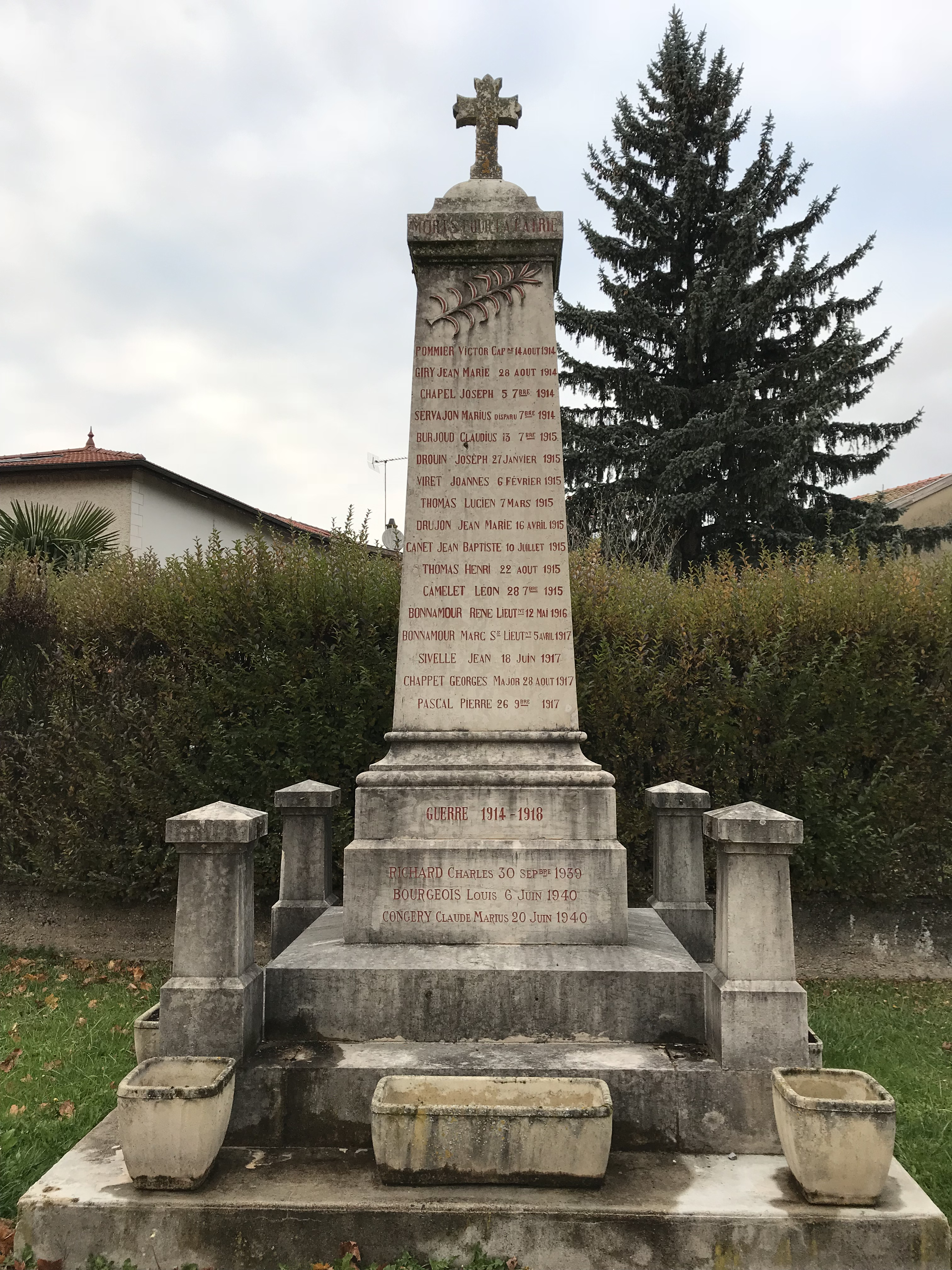
Face principale sur laquelle sont inscrits vingt noms relatifs aux deux guerres mondiales.Notre Dame des prés Chemin de la Côtière
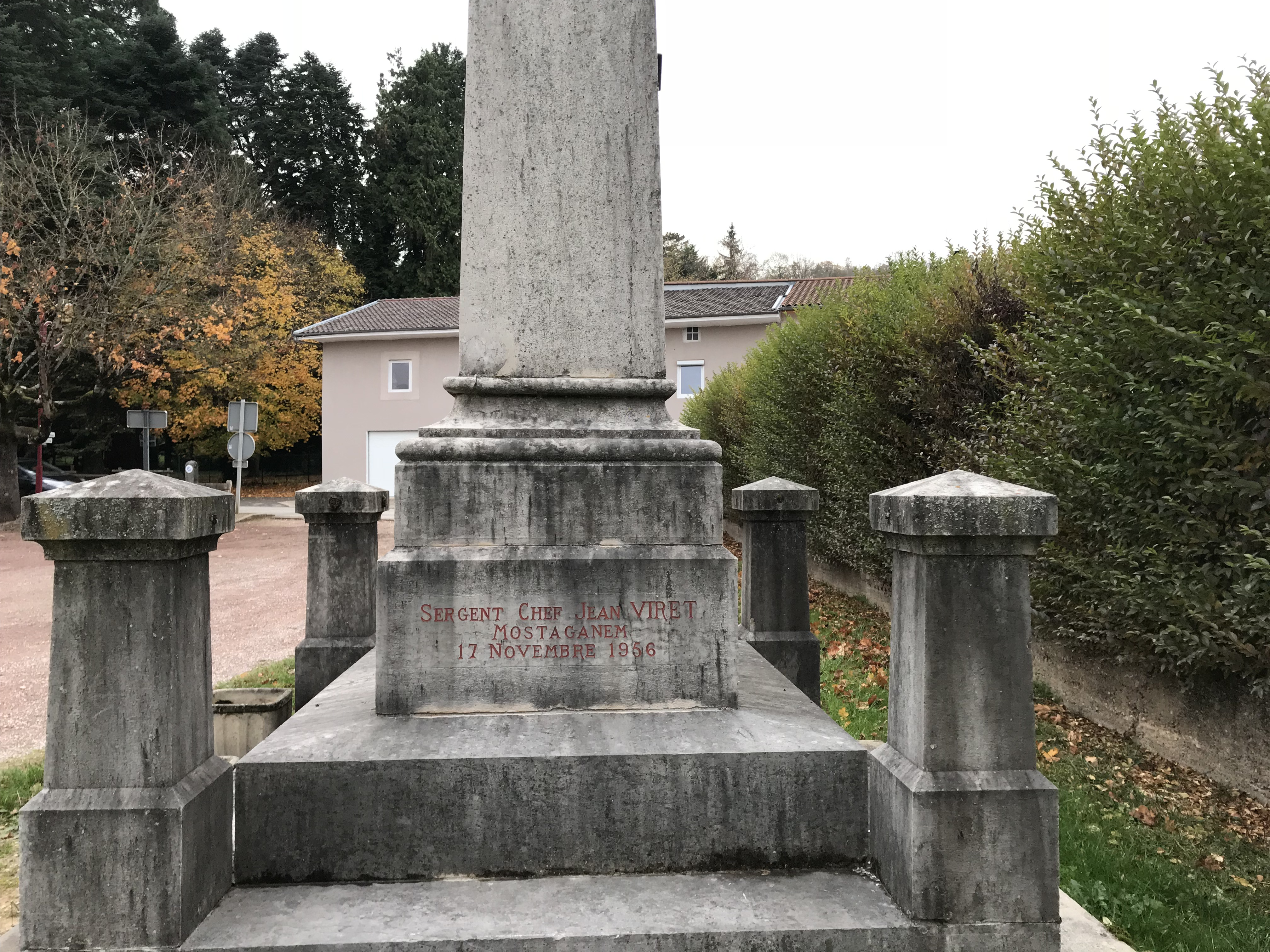
Face latérale Est sur laquelle est inscrit le nom du sergent-chef Jean Viret, mort à Mostaganem le 17 novembre 1956.
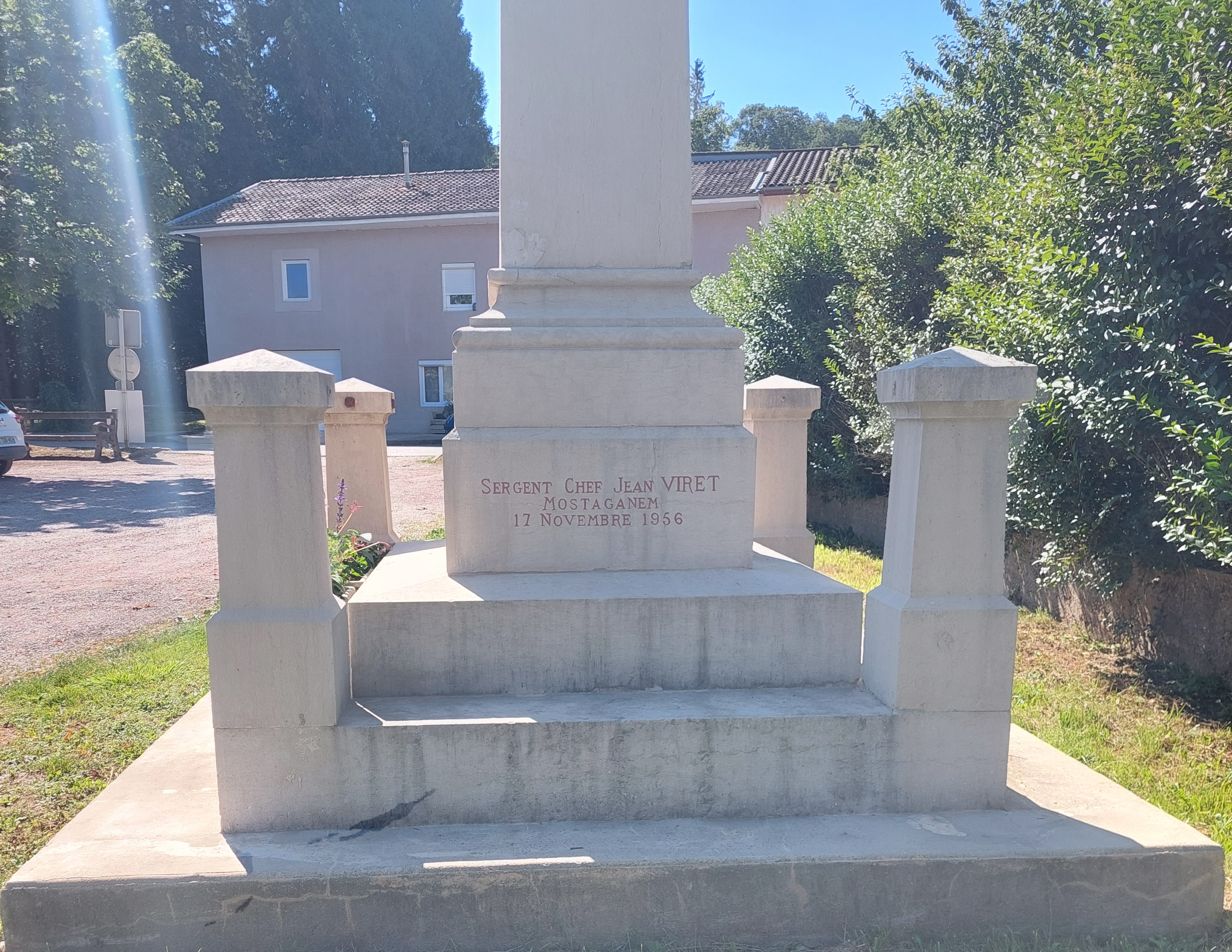
Face latérale Est sur laquelle est inscrit le nom du sergent-chef Jean Viret, mort à Mostaganem le 17 novembre 1956.
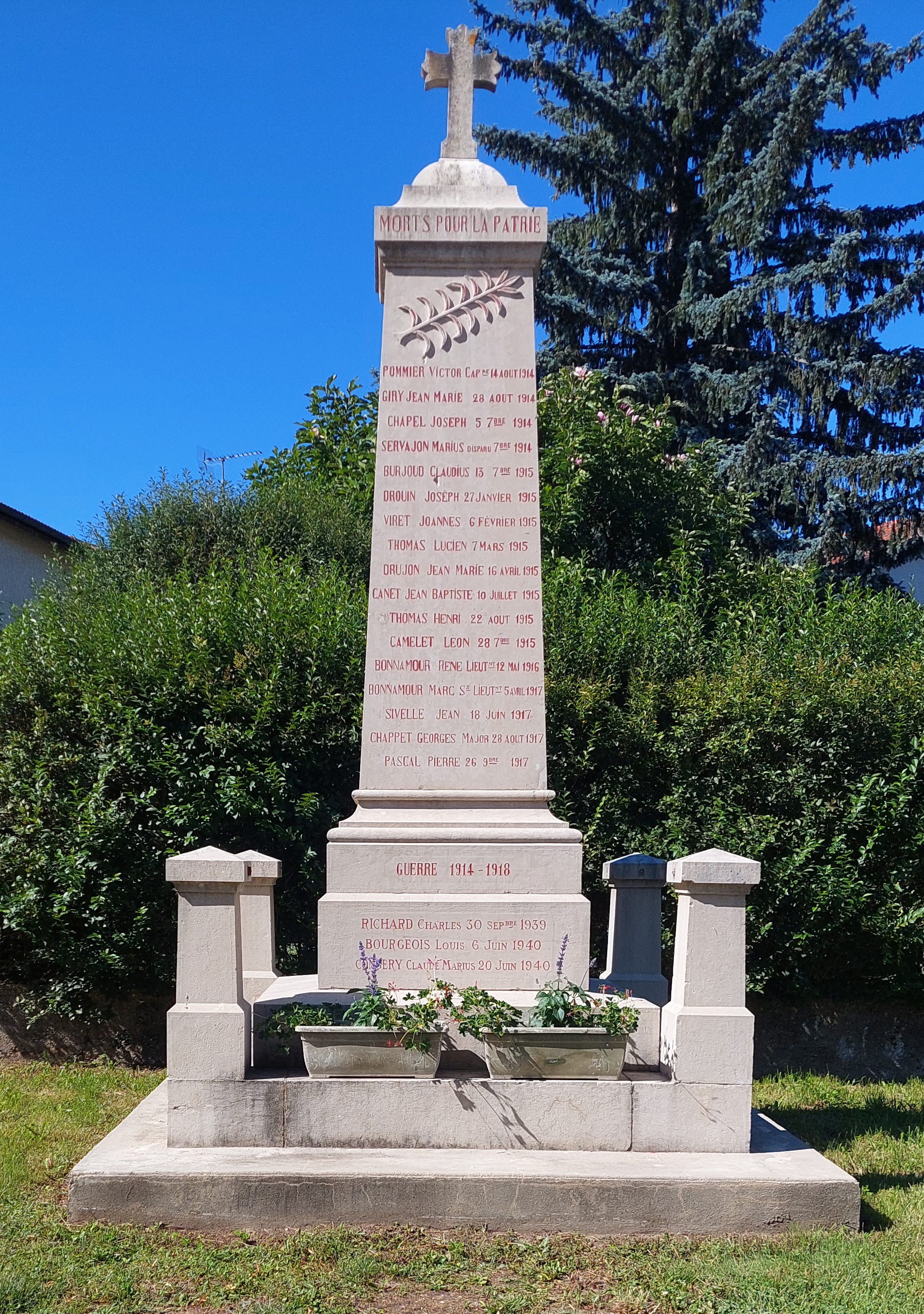
Monument aux morts

#### Ancienne mairie-école
Il a existé à Mollon deux mairies-écoles. La construction de la première a été décidée en 1854 et qui a été achevée en 1859. Elle consistait en une bâtisse de deux étages. Elle a été détruite totalement en 1996 laissant la place à la maison pour tous qui accueille l'annexe de la mairie. La deuxième était la maison d'enfants "Les Planètes". Lors de la construction de l'école du Toison à Villieu les enfants ont été tansfèrés à Villieu.

### Personnalités liées à l'ancienne commune
- Jean-François Blanchon, né le 18 juin 1802 à Meximieux et mort en 1870 à Mollon. Curé de la paroisse de Mollon de 1827 à 1838 puis de 1840 à sa mort[26]. Il a également officié à Bressolles (1838) et à Loyes (1839). Il était archéologue amateur[26].

- Jean Gabriel Viret, né le 22 juin 1929 et mort le 17 novembre 1956 à Mostaganem[27], dix jours après l’embuscade dont il avait été victime, est un combattant français de la Guerre d'Algérie originaire de Mollon. Son nom est inscrit sur le monument aux mots de Mollon[28] ainsi que sur le monument L'Ain à ses Enfants tombés en Afrique du Nord 1952-1962 à Bourg-en-Bresse.